# Crònica anglosaxona

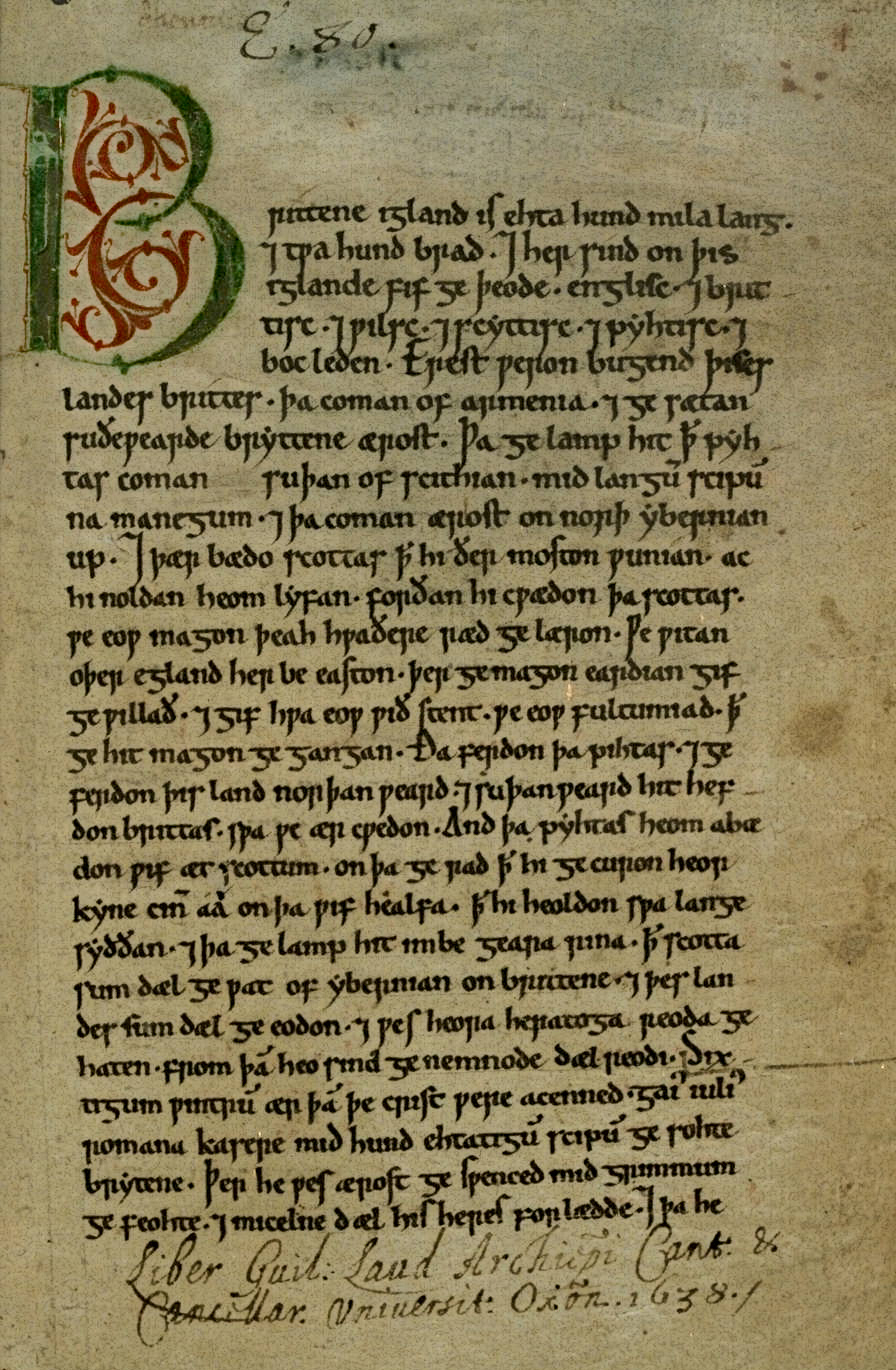
Primera pàgina de la Crònica de Peterborough.
Traducció a l'anglès modern de la pàgina escanejada.

La Crònica anglosaxona és una col·lecció d'annals en anglès antic on es recull la història dels anglosaxons.
El manuscrit original es va crear a finals del segle ix, probablement a Wessex, durant el regnat d'Alfred el Gran. De l'original es crearen diverses còpies que es distribuïren pels monestirs de tota Anglaterra, on amb el temps van ser actualitzats de manera independent.
Avui en dia es conserven, totalment o parcialment, nou manuscrits si bé cap d'ells és la versió original. El més antic es va començar a escriure al final del regnat d'Alfred, mentre el més recent es va escriure a la catedral de Peterborough a partir del 1116.
La Crònica està escrita en forma d'annals. Els fets més antics corresponen al 60 aC i narren la conquesta romana de Britànnia, per seguir recollint fets històrics fins a arribar a l'any en el qual la crònica fou escrita, moment en què es comença a recollir fets contemporanis.
La Crònica no és històricament imparcial: hi han ocasions en què, comparada amb altres fonts medievals, queda palès que els autors van ometre fets o narraren una versió molt partidista de la història; també hi ha exemples de contradiccions entre les diverses versions de la crònica sobre els mateixos fets. Però malgrat tot, com a conjunt, la Crònica és la font històrica més important pel període comprès entre la fí del domini romà i les dècades posteriors a la Conquesta normanda d'Anglaterra.
Dels nou manuscrits supervivents, set es troben a la Biblioteca Britànica. Els altres es troben a la Biblioteca Bodleiana d'Oxford i el Corpus Christi College de Cambridge.

## Composició
Tots els manuscrits que es conserven són còpies, fent difícil saber quan es va escriure el primer original de la Crònica. Generalment es creu que la primera versió es va escriure a finals del segle ix a Wessex. Un cop es va compilar l'original, aquest es va copiar i distribuir per diversos monestirs. Més tard encara es va fer una segona tongada amb més còpies i algunes d'elles es van començar a actualitzar de manera local i independentment de les altres. Són aquestes còpies més recents les que es conserven avui dia.
L'anomenat Crònica de Winchester és el manuscrit més antic i fou escrit per un únic copista, acabant l'any 891. Aquest copista va anotar l'any DCCCXCII en un marge. També se sap que el bisbe Asser va emprar una versió de la Crònica per escriure la seva obra Vida d'Alfred que va acabar el 893. Generalment es creu que les cròniques es van escriure durant el regnat d'Alfred el Gran (871–99), perquè Alfred va dedicar molts esforços per reviure l'aprenentatge i la cultura durant el seu regnat i va encoratjar l'ús de l'anglès escrit.

## Manuscrits supervivents

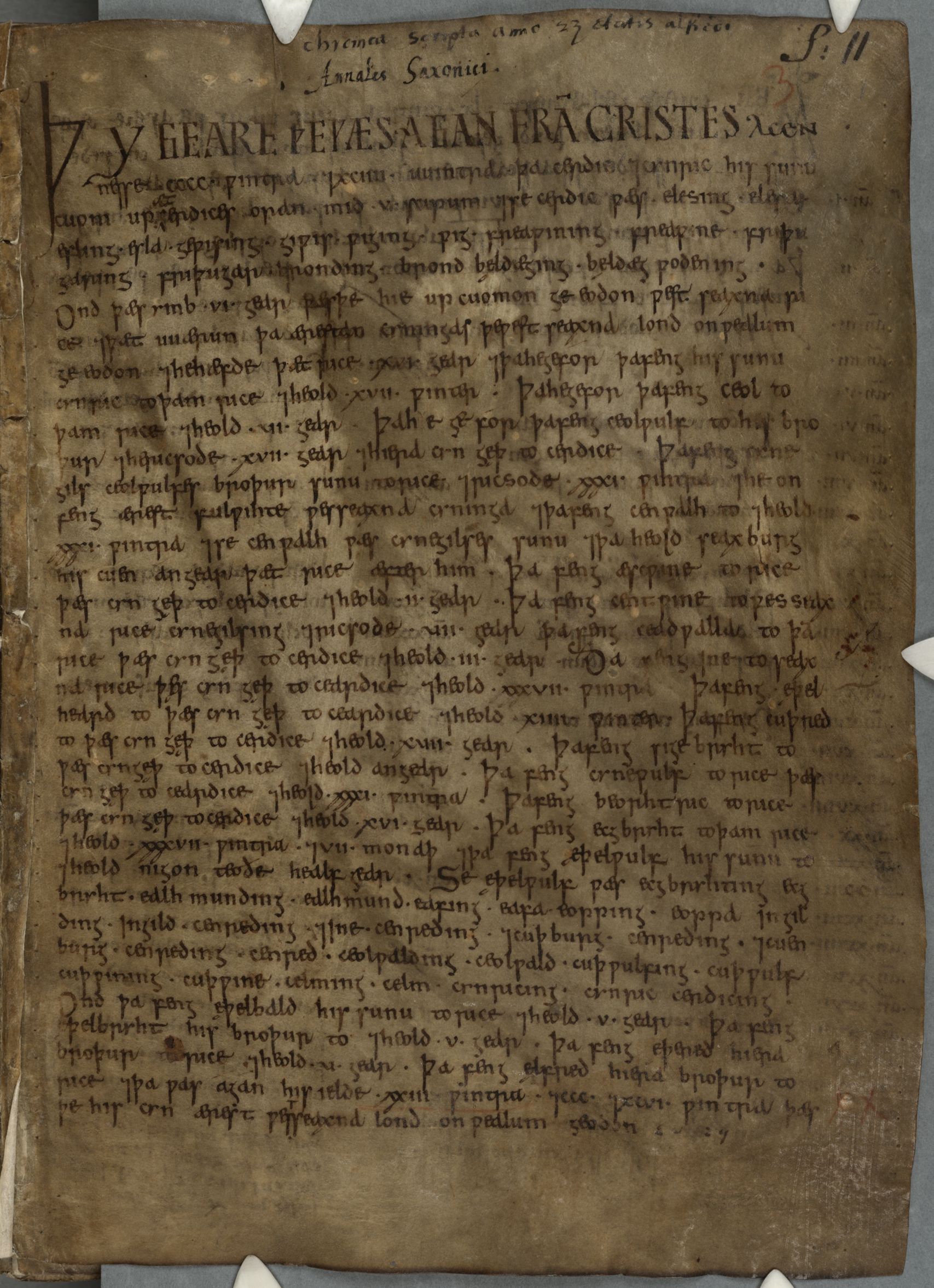
Pròleg de la Crònica de Winchester.

Dels nou manuscrits que es conserven, set foren escrits totalment en Anglès antic, mentre l'Epítom bilingüe de Canterbury conté a més una traducció al llatí dels annals i la Crònica de Peterborough evoluciona de l'Anglès antic a l'Anglès mitjà.
Sis dels manuscrits foren impresos el 1861 per Benjamin Thorpe, amb el text disposat en columnes etiquetades de l'A a la F. Els tres manuscrits addicionals s'anomenen G, H i I, com segueix:
| Versió     | Nom de la Crònica                | Localització                              | Manuscrit                     |
| ---------- | -------------------------------- | ----------------------------------------- | ----------------------------- |
| A          | Crònica de Winchester (o Parker) | Biblioteca Parker, Corpus Christi College | 173                           |
| B          | Crònica d'Abingdon I             | Biblioteca Britànica                      | Cotton Tiberius A. vi         |
| C          | Crònica d'Abingdon II            | Biblioteca Britànica                      | Cotton Tiberius B. i          |
| D          | Crònica de Worcester             | Biblioteca Britànica                      | Cotton Tiberius B. iv         |
| E          | Peterborough (o Crònica de Laud) | Biblioteca Bodleiana                      | Laud misc. 636                |
| F          | Epítom Bilingüe de Canterbury    | Biblioteca Britànica                      | Cotton Domitian viii          |
| G o A² o W | Còpia de la Crònica de Wincheste | Biblioteca Britànica                      | Cotton Otho B. xi + Otho B. x |
| H          | Fragment Cottoniàa               | Biblioteca Britànica                      | Cotton Domitian ix            |
| I          | Crònica de la taula de Pasqua    | Biblioteca Britànica                      | Cotton Caligula A. xv         |

## Relació entre els manuscrits

Relació entre els diferents manuscrits de la Crònica i altres documents relacionats.

Malgrat que es creu que tots els manuscrits deriven d'un únic original, és difícil establir els vincles existents entre entre ells. El diagrama mostra els vincles coneguts, com segueix:
- [A²] fou una còpia d'[A], escrita a Winchester entre el 1001 i 1013.
- [B] fou la font per compilar [C] a l'Abadia d'Abingdon, a mitjan segle xi, si bé el copista de [C] va tenir accés a una altra còpia que no s'ha conservat.
- [D] inclou material de l'obra de Beda Historia ecclesiastica gentis Anglorum, així com dels annals del segle viii de Northumberland, que tampoc s'han conservat.
- [E] sembla derivar de les mateixes fonts que [D] però sense alguns dels comentaris com els referents al registre de Mèrcia. Aquest manuscrit es va compondre a la Catedral de Peterborough després que un incendi va cremar la còpia de la crònica que allí es guardava; així [E] sembla que es va crear a partir de la còpia de Canterbury.
- [F] deriva de la mateixa versió de Canterbury que es va emprar per crear [E].
- L'obra d'Asser Vida del rei Alfred, escrita el 893, inclou traduccions de fragments de la Crònica corresponents als anys 849 - 887. Dels manuscrits que es conserven, només [A] podia haver existit en aquells moments, però també és possible que el bisbe Asser fes servir una còpia que no s'ha conservat.[10]
- L'historiador Ethelweard va escriure una traducció de la Crònica al llatí durant el segle x emprant les mateixes fonts que [A].[11]
- El text d'Asser coincideix amb [A] i amb l'obra d'Ethelweard però es contradiu amb [B], [C], [D] i [E], implicant que aquestes darreres quatre còpies deriven d'una mateixa font.[12]
- Entre el 1120 - 1140, un autor desconegut va escriure a Abingdon una crònica en llatí, coneguda com els Annals de St Neots. Aquesta obra inclou material d'una còpia de la Crònica, però és molt difícil saber exactament quina, ja que l'autor va ser molt selectiu al copiar els fragments.[11]

Tots aquests manuscrits comparteixen errors comuns corresponents al període 756 -845, excepte pels Annals de St Neots, que probablement van fer servir com a referència una còpia encara més antiga que no s'ha conservat. Aquest error cronològic i la manca de tota una oració sencera que només s'ha conservat en l'obra d'Ethelweard fa pensar que tots els manuscrits supervivents són segones còpies de l'original.

## Història dels manuscrits

Mapa amb les ciutats on es van escriure i on es conserven els diferents manuscrits.

### Crònica de Winchester
[A]: La Crònica de Winchester (o de Parker) és la còpia més antiga que es conserva. Es va començar a escriure a Winchester, a finals del regnat d'Alfred, i el manuscrit de fet comença amb la genealogia del monarca. La primera entrada dels annals correspon a l'any 60 aC. A diferència d'altres manuscrits, [A] és prou antic per recollir entrades del segle ix. El treball del primer copista data de finals del segle ix o principis del segle x, i la seva escriptura s'atura el 891. A ell li segueixen diversos copistes fins al vuitè, que va escriure els annals entre els anys 925–955 des de Winchester, ja que hi va afegir fets locals d'aquesta ciutat. A partir del 975 el manuscrit esdevé independent de les altres còpies. En cert moment va ser transferit a Canterbury, probablement a principis del segle xi, doncs apareix en un llistat de llibres que l'arquebisbe Parker va donar al col·legi de Corpus Christi. Allí s'hi van afegir algunes entrades locals que més tard serien esborrades. La darrera entrada en anglès es va fer el 1070, seguida de l'Acta Lanfranci, en llatí, que recull fets eclesiàstics entre el 1070–1093. Acaba amb una llista de Papes i d'Arquebisbes de Canterbury que van rebre el pal·li. El manuscrit va ser adquirit per l'arquebisbe Matthew Parker, director també del Corpus Christi, a qui va donar l'obra a la seva mort.

### La Crònica d'Abingdon I
[B] Fou escrita per un únic copista en la segona meitat del segle x. Les entrades de la crònica s'estenen pels folis 1–34. Els annals comencen l'any 60 aC i acaben en el 977. Originalment tenia també una introducció que ara és un manuscrit separat que es conserva a la Biblioteca Britànica; com [A], també té una genealogia, que en aquest cas s'estén fins al segle x. Aquesta còpia es guardava a Abingdon i al segle xi es va fer servir com a font per compondre la còpia [C]. Poc més tard es va traslladar a Carterbury, on es van afegir interpolacions i correccions. També acaba amb una llista de Papes i arquebisbes de Canterbury.

### La Crònica d'Abingdon II

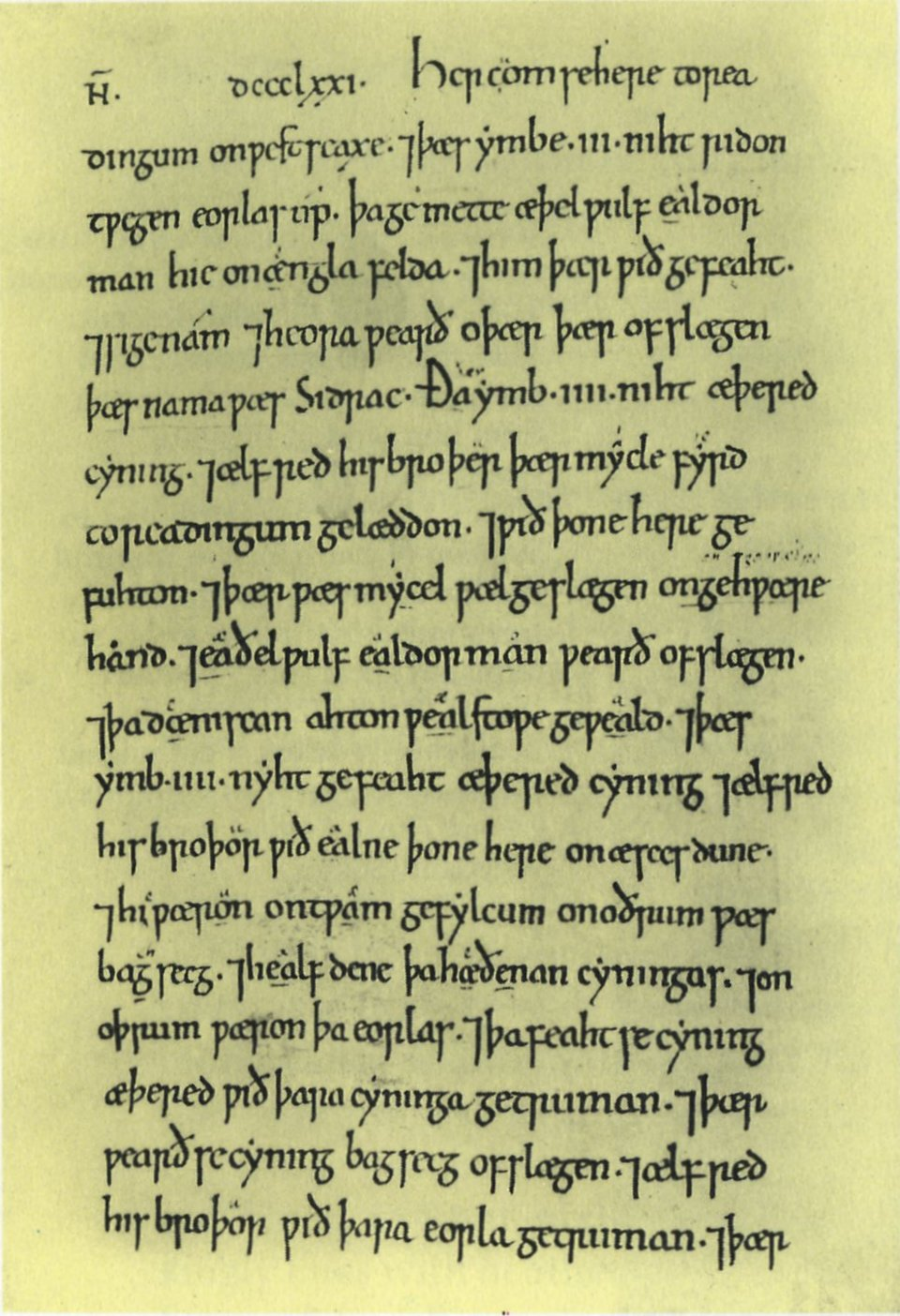
Pàgina de [C] Abingdon II. Aquesta entrada correspon a l'any 871, any de batalles entre el regne de Wessex i Vikings.

[C] inclou material addicional referent a annals locals d'Abingdon, localitat on es va escriure. La secció del manuscrit que conté la crònica s'allarga entre els folis 115–164, precedida per una traducció a l'anglès antic de la història del món, obra de Pau Orosi. Hi segueix un menologi i diversos poemes gnòmics sobre les lleis de la natura i de la humanitat. Els annals comencen el 60 aC i continuen fins al 490 amb l'escriptura d'un sol copista; llavors un segon copista continua fins al 1048. [B] i [C] són còpies idèntiques pels anys entre el 491 i 652, però a partir d'aquest any les diferències entre ambdues còpies fa evident que el segon copista tenia accés a una altra còpia de la crònica. Aquest segon copista també va afegir el registre de Mèrcia pels anys 902–924. El manuscrit continua fins al 1066 però s'atura de sobte en el bell mig de la descripció de la batalla de Stamford Bridge, entrada que no es completaria fins al segle xii afegint-hi unes poques oracions.

### La Crònica de Worcester
[D] es va escriure al voltant del 1050 a Worcester, ja qui inclou referències a fets locals d'aquesta ciutat. Es pot identificar l'escriptura de cinc diferents copistes fins al 1054, després el manuscrit fou actualitzat només de manera puntual i en diferents intervals. El text inclou material de l'obra de Beda Història Eclesiàstica i d'un conjunt d'annals de Northúmbria del segle viii. Es creu que algunes entrades foren obra de l'Arquebisbe de York Wulfstan II. [D] conté més informació sobre fets succeïts al nord d'Anglaterra i Escòcia que les altres còpies. Parts del manuscrit es van perdre durant el segle xvi i s'hi van inserir divuit pàgines reemplaçant les entrades perdudes prenent com referència [A], [B], [C] i [E]. Aquestes pàgines foren escrites per John Joscelyn, secretari de Matthew Parker.

### La Crònica de Peterborough
[E]: El 1116 un incendi va destruir diversos edificis del monestir de Peterborough, i amb ells es va perdre la còpia de la Crònica que s'hi guardava. Això va originar que es compilés un nou manuscrit, probablement copiat d'una versió conservada a Canterbury. Aquest nou manuscrit fou copiat per un sol copista fins a l'entrada corresponent a l'any 1121. El copista va afegir material referent a la vida en l'abadia de Peterborough que no apareix en cap altra còpia. L'original versió de Canterbury, doncs, és similar però no idèntic: No apareix el registre de Mèrcia ni el poema sobre la batalla de Brunanburgh del 937. Del 1121 al 1131 la crònica continua a intervals. El 1154 un segon copista va entrar les referències al període 1132–1154 en anglès mitjà en lloc d'anglès antic. [E] fou propietat de William Laud, Arquebisbe de Canterbury 1633–1654, per això també rep el nom de Crònica de Laud.

### Epítom Bilingüe de Canterbury
[F] Al voltant del 1100 es va crear una còpia de la Crònica a la Catedral de Canterbury, probablement pel mateix copista que va afegir algunes notes a [A]. Aquesta nova versió va ser escrita al mateix temps en Anglès antic i LLatí, de manera que cada entrada estava repetida. L'original que va emprar aquest copista (folis 30–70) és similar a la que va copiar l'autor de [E]. Inclou la mateixa introducció que trobem a [D] i omet la "Batalla de Brunanburgh" com [E].

### Còpia de la Crònica de Winchester
[A²]/[G] Aquest manuscrit es va copiar d'[A] a Winchester durant el segle xi. La darrera entrada dels annals correspon al 1001, així que la còpia no es va realitzar abans d'aquest any. Un apèndix amb una llista episcopal suggereix que es va escriure el 1013. Aquest manuscrit va quedar gairebé totalment destruït per un incendi el 1731 i de les 34 fulles originals, només es conserven 7, ff. 39–47.

### Fragment Cottonià
[H] és una única fulla que conté els annals del 1113 i 1114. En l'entrada del 1113 hi ha l'oració "ell va venir a Winchester"; per això es pensa que es va escriure en aquesta ciutat. No hi ha més evidències per poder establir més vincles amb altres manuscrits.

### Crònica de la taula de Pàsqua
[I] és un llistat d'entrades de la Crònica juntament amb una taula d'anys, trobada en un manuscrit danyat pel foc. Conté diverses anotacions, dates pels serveis eclesiàstics i annals de l'església de Canterbury. Fins al 1109 les entrades estan escrites en anglès, però les següents són en llatí.

### Manuscrits perduts
Un antic catàleg de la biblioteca de Durham conté dos manuscrits descrits com cronica duo Anglica, avui perduts. Parker també va incloure un llibre titulat Hist. Angliae Saxonica en les seves donacions, si bé aquesta obra, que avui es conserva a la Universitat de Cambridge, ha perdut molts folis i entre ells qualsevol referència a la Crònica.